# Beukenspiegelmot
De beukenspiegelmot (Cydia fagiglandana) is een nachtvlinder uit de familie Tortricidae, de bladrollers.
De beukenspiegelmot heeft beuk, en in veel mindere mate eik als waardplanten. De rupsen leven in de beukennootjes en overwinteren, soms tweemaal.
De spanwijdte van de vlinder bedraagt 12 tot 16 millimeter.

## Voorkomen in Nederland en België
De beukenspiegelmot is in Nederland en België een vrij algemene soort, die verspreid over vrijwel het hele gebied kan worden gezien. De soort vliegt van april tot in september in twee generaties.